# Fano Calcio 1996-1997
Questa pagina raccoglie le informazioni riguardanti il Fano Calcio nelle competizioni ufficiali della stagione 1996-1997.

## Rosa
| N. |                   | Ruolo | Calciatore           |
| -- | ----------------- | ----- | -------------------- |
|    | Italia (bandiera) | C     | Davide Baiocco       |
|    | Italia (bandiera) | P     | Loris Biasetto       |
|    | Italia (bandiera) | C     | Angelo Buratti       |
|    | Italia (bandiera) | D     | Roberto Arrigoni     |
|    | Italia (bandiera) | D     | Massimo Castelli     |
|    | Italia (bandiera) | C     | Daniele Cinelli      |
|    | Italia (bandiera) | C     | Francesco Clementini |
|    | Italia (bandiera) | D     | Giacomo Filippi      |
|    | Italia (bandiera) | D     | Riccardo Giacopuzzi  |
|    | Italia (bandiera) | D     | Massimiliano Gori    |
|    | Italia (bandiera) | D     | Emiliano Maddè       |
|    | Italia (bandiera) | D     | Rolando Maran        |

| N. |                       | Ruolo | Calciatore           |
| -- | --------------------- | ----- | -------------------- |
|    | Italia (bandiera)     | A     | Vincenzo Marchese    |
|    | Italia (bandiera)     | A     | Alberto Rondina      |
|    | Italia (bandiera)     | C     | Marco Saviozzi       |
|    | Italia (bandiera)     | C     | Marco Scorsini       |
|    | San Marino (bandiera) | A     | Andy Selva           |
|    | Italia (bandiera)     | A     | Luca Spatari         |
|    | Italia (bandiera)     | A     | Stefano Stefanelli   |
|    | Italia (bandiera)     | A     | Giovanni Tiberi      |
|    | Italia (bandiera)     | P     | Gianluigi Valleriani |
|    | Italia (bandiera)     | C     | Luca Vitali          |
|    | Italia (bandiera)     | D     | Mario Volcan         |
|    | Italia (bandiera)     | D     | Christian Zanvettor  |